# Friedrich August Anton Dietzsch
Friedrich August Anton Dietzsch (* 20. Oktober 1827 in Colditz; † unbekannt) war ein deutscher Lehrer und Redakteur. 

## Leben und Wirken
Nach dem Schulbesuch und einer Lehrerausbildung wurde Dietzsch ab 1849 Nebenschullehrer in der Bergarbeiterstadt Oelsnitz/Erzgeb. Dort gab er seit 26. März 1864 das Wochenblatt Der Lugau-Oelsnitzer Volksbote im Selbstverlag heraus, das er bei Dulce in Glauchau drucken ließ und selbst bis Ende Juni 1872 redigierte. Daraus entwickelte sich dann der Oelsnitzer Volksbote. Tageblatt und Anzeiger für das Oelsnitz-Lugauer Kohlengebiet, der bis in die Zeit des Zweiten Weltkrieges erschien.